# Regionalverband Heilbronn-Franken
Der Regionalverband Heilbronn-Franken (bis 20. Mai 2003: Regionalverband Franken, gelegentlich auch als „Region Heilbronn“ bezeichnet) gehört zu den zwölf Raumordnungs- und Planungsregionen in Baden-Württemberg. Zu dem Regionalverband gehören die Stadt Heilbronn, der Landkreis Heilbronn, der Hohenlohekreis, der Main-Tauber-Kreis und der Landkreis Schwäbisch Hall. Im Mittelalter gehörte der heutige Regionalverband Heilbronn-Franken zum Herzogtum Franken und zum Bistum Würzburg. Heute werden dort südfränkische, in den östlichen Teilen ostfränkische Dialekte gesprochen.
In diese Region fällt auch das historische Gebiet Hohenlohe, das unter anderem im geografischen Begriff Hohenloher Ebene weiterlebt.
Der Regionalverband Heilbronn-Franken gehört zur europäischen Metropolregion Stuttgart.

## Regionalplanung
Als Träger der Regionalplanung in der Region Franken wurde zum 1. Januar 1973 der Regionalverband Franken als Körperschaft des öffentlichen Rechts eingerichtet. Er ist einer von zwölf Regionalverbänden in Baden-Württemberg, von denen zwei auch über die Landesgrenzen hinaus zuständig sind. Die Geschäftsstelle des Regionalverbands befindet sich in Heilbronn. Die Verbandsversammlung des Regionalverbands Franken konstituierte sich erstmals am 14. November 1973. Durch die Novellierung des Landesplanungsgesetzes wurde der Regionalverband mit Wirkung vom 20. Mai 2003 in Regionalverband Heilbronn-Franken umbenannt.

## Einwohnerentwicklung
Die Einwohnerzahlen sind Volkszählungsergebnisse (¹) oder amtliche Fortschreibungen des Statistischen Landesamts Baden-Württemberg (nur Hauptwohnsitze).
| Datum             | Einwohner |
| ----------------- | --------- |
| 31. Dezember 1973 | 717.969   |
| 31. Dezember 1975 | 705.063   |
| 31. Dezember 1980 | 712.454   |
| 31. Dezember 1985 | 718.785   |
| 25. Mai 1987 ¹    | 725.463   |
| 31. Dezember 1990 | 773.511   |

| Datum             | Einwohner |
| ----------------- | --------- |
| 31. Dezember 1995 | 846.936   |
| 31. Dezember 2000 | 870.799   |
| 31. Dezember 2005 | 887.673   |
| 31. Dezember 2010 | 881.927   |
| 9. Mai 2011 ¹     | 863.128   |
| 31. Dezember 2015 | 890.931   |

| Datum             | Einwohner |
| ----------------- | --------- |
| 31. Dezember 2018 | 909.220   |

### Flächenaufteilung
Nach Daten des Statistischen Landesamtes, Stand 2015.

## Raumplanung

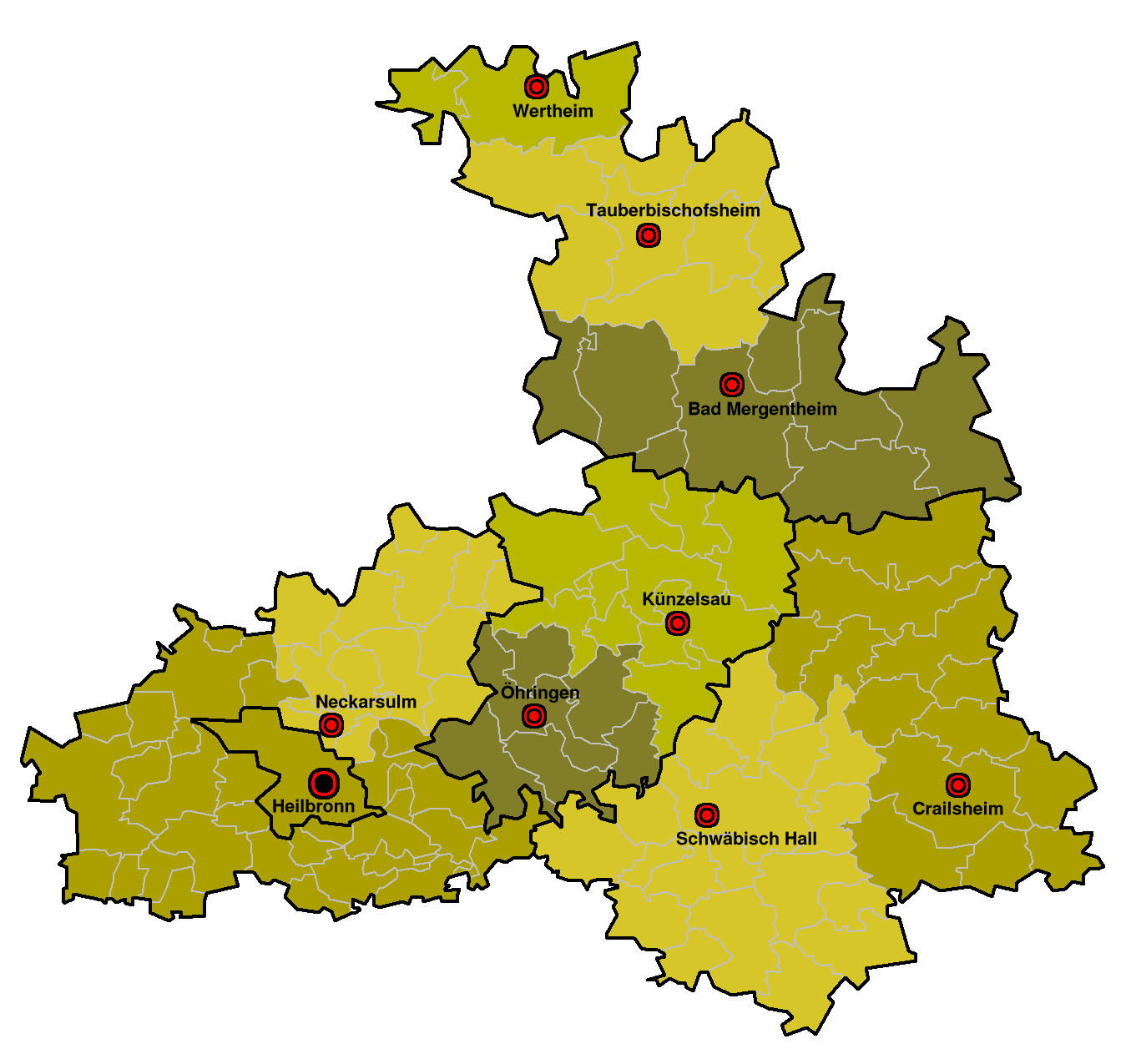
Karte der Mittelbereiche in der Region Heilbronn-Franken

Im Regionalverband Heilbronn-Franken ist die Stadt Heilbronn als Oberzentrum ausgewiesen. Es existieren die folgenden Mittelbereiche:
- Bad Mergentheim
- Crailsheim
- Heilbronn
- Künzelsau
- Neckarsulm
- Öhringen
- Schwäbisch Hall
- Tauberbischofsheim
- Wertheim

## Verbandsvorsitzende des Regionalverbands
- 1973–1977: Bruno Rühl
- 1977–1980: Rüdiger Peuckert
- 1981–1990: Erich Pretz
- 1990–1994: Reiner Casse
- 1994–2000: Günter Mayr
- 2000–2014: Helmut Himmelsbach
- 2014–2024: Joachim Scholz
- seit 2024: Timo Frey

## Verbandsdirektoren des Regionalverbands
- 1974–1975: Elmar Zepf
- 1975–1984: Reiner Casse
- 1984–2008: Ekkehard Hein
- 2008–2024: Klaus Mandel
- seit 2024: Andreas Schumm

## Verbandsversammlung
Die Verbandsversammlung ist das Hauptorgan. Sie besteht in der 10. Legislaturperiode (2019–2024) aktuell aus 74 Mitgliedern, die entsprechend den Einwohnerzahlen aus dem Gemeinderat der Stadt Heilbronn und den Kreistagen der Landkreise Heilbronn und Schwäbisch Hall sowie dem Hohenlohe- und dem Main-Tauber-Kreis entsandt werden. Sie repräsentieren alle Teilräume und die parteiliche Zusammensetzung in der Region. Die Legislaturperiode beträgt fünf Jahre, die Verbandsversammlung tagt zweimal jährlich. Der ehrenamtliche Vorsitzende wird auf fünf Jahre aus dem Kreis der Mitglieder gewählt.
Die Verbandsversammlung des Regionalverbands Heilbronn setzt sich aus folgenden Fraktionen zusammen: CDU (19 Mitglieder, Vorsitzender Timo Frey), Grüne/ÖDP/Die Linke (14, Armin Waldbüßer), SPD (12, Hanspeter Friede), Freie (9, Christian Kremer), FWV (8, Ralf Steinbrenner), FDP (6, Nico Weinmann) und AfD (6, Gordon Stotz).

## Planungsausschuss
Der Planungsausschuss besteht aktuell aus 39 Mitgliedern der Verbandsversammlung mit beratender und beschließender Funktion. Durch mindestens fünf Sitzungen pro Jahr ist der Verband handlungsfähig und kann flexibel sowie zeitnah auf aktuelle Entwicklungen reagieren.